# Стіна і вежа

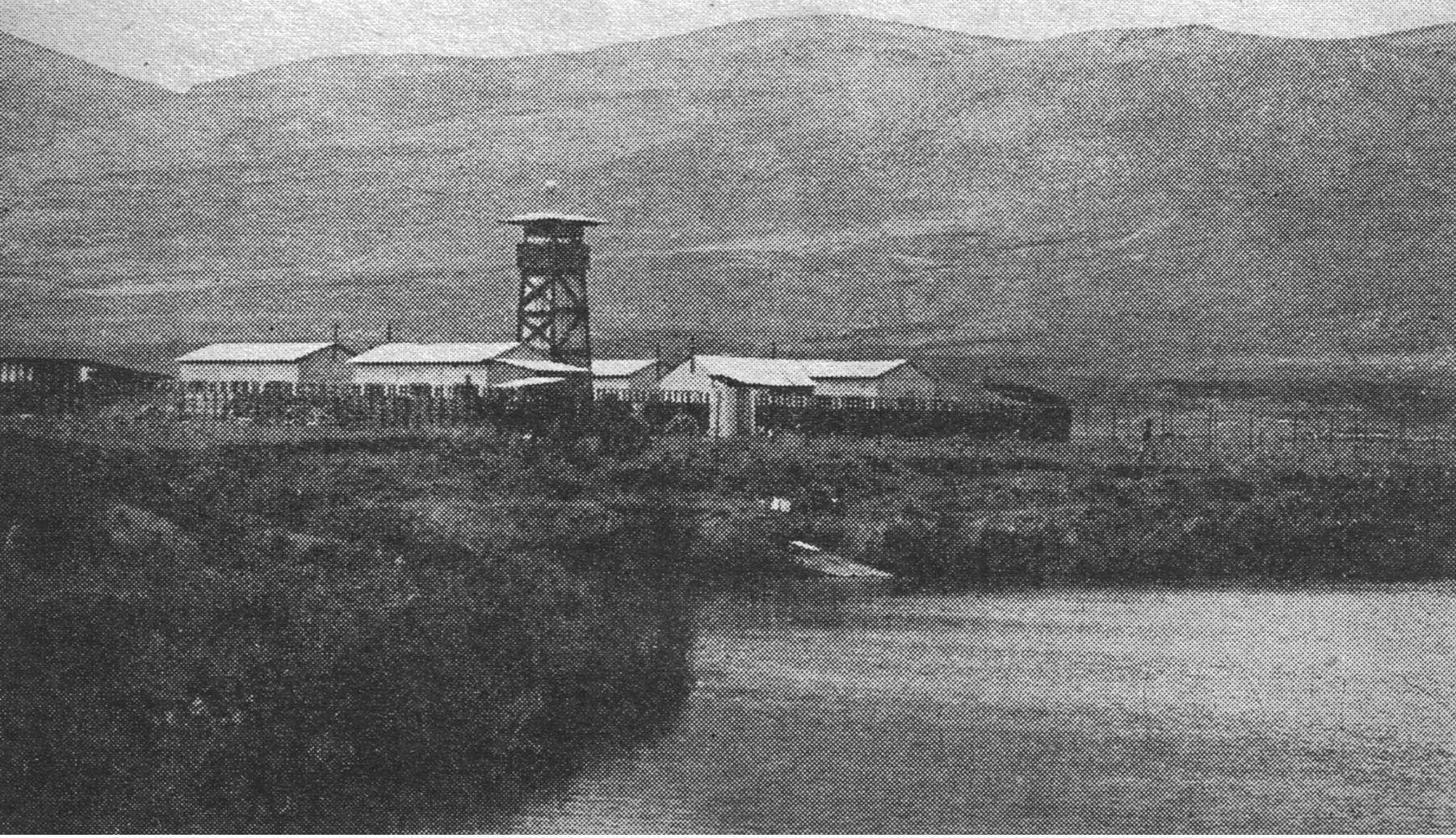
Нір-Давід у 1940 році

Стіна і вежа (івр. חומה ומגדל — Хома у-міґдаль) — тактика будівництва поселень у підмандатній Палестині, що застосовувалася єврейським населенням країни в період арабського повстання 1936—1939 років.

## Передумови
Поява такої тактики була викликана діями арабських націоналістів, які намагалися витиснути євреїв з допомогою збройної боротьби. Створення поселень по тактиці «Мур і вежа» було частиною політики стримування, застосовуваної керівництвом ішува проти агресивних дій арабів.
Мета створення поселень за такої тактики
1. Створення єврейської присутності в тих районах країни, де його не було (наприклад, створення поселень у долині Бейт-Шеана, в околицях Акко і в деяких районах Галілеї).
2. Будівництво поселень у районах, де єврейські селища розташовані далеко один від одного. Створення безперервного ланцюга єврейських поселень.
3. Зміцнення єврейських позицій на кордонах підмандатної території. Так були створені поселення Ханіта в північній частині країни, кібуц Негба на півдні та Ейн-Гев.
4. Створення захисного бар'єру, щоб відрізати бази арабських терористів в центрі країни в Самарії від баз постачання в Галілеї (наприклад, поселення Бейт-Шеана).
5. Створення захисних пунктів, які перешкоджали проникненню арабських банд з Трансіорданії і Сирії.

Загалом, таким чином, було засновано 55 (за іншими даними, 52 або 53) поселення.

## Особливості заснування
Такі поселення на купленій землі будувалися за одну ніч, територію обгороджували, а в центрі зводили сторожову вежу, з якої проглядалася округа. Мандатні владці забороняли будівництво нових єврейських поселень, але збереглися з часів османського панування закон на будівлі, побудовані за одну ніч — від заходу до світанку, не потрібно дозволу, а зносити їх не дозволялося. Від так, завдання полягало в тому, щоб закінчити будівництво до того, як будуть підтягнуті британські війська і поліція

## Список поселень

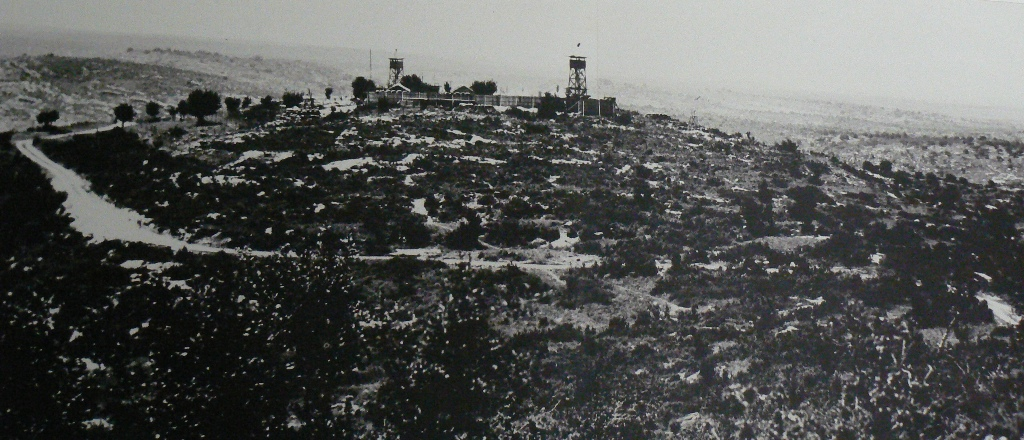
Кібуц Ханіта (1938)

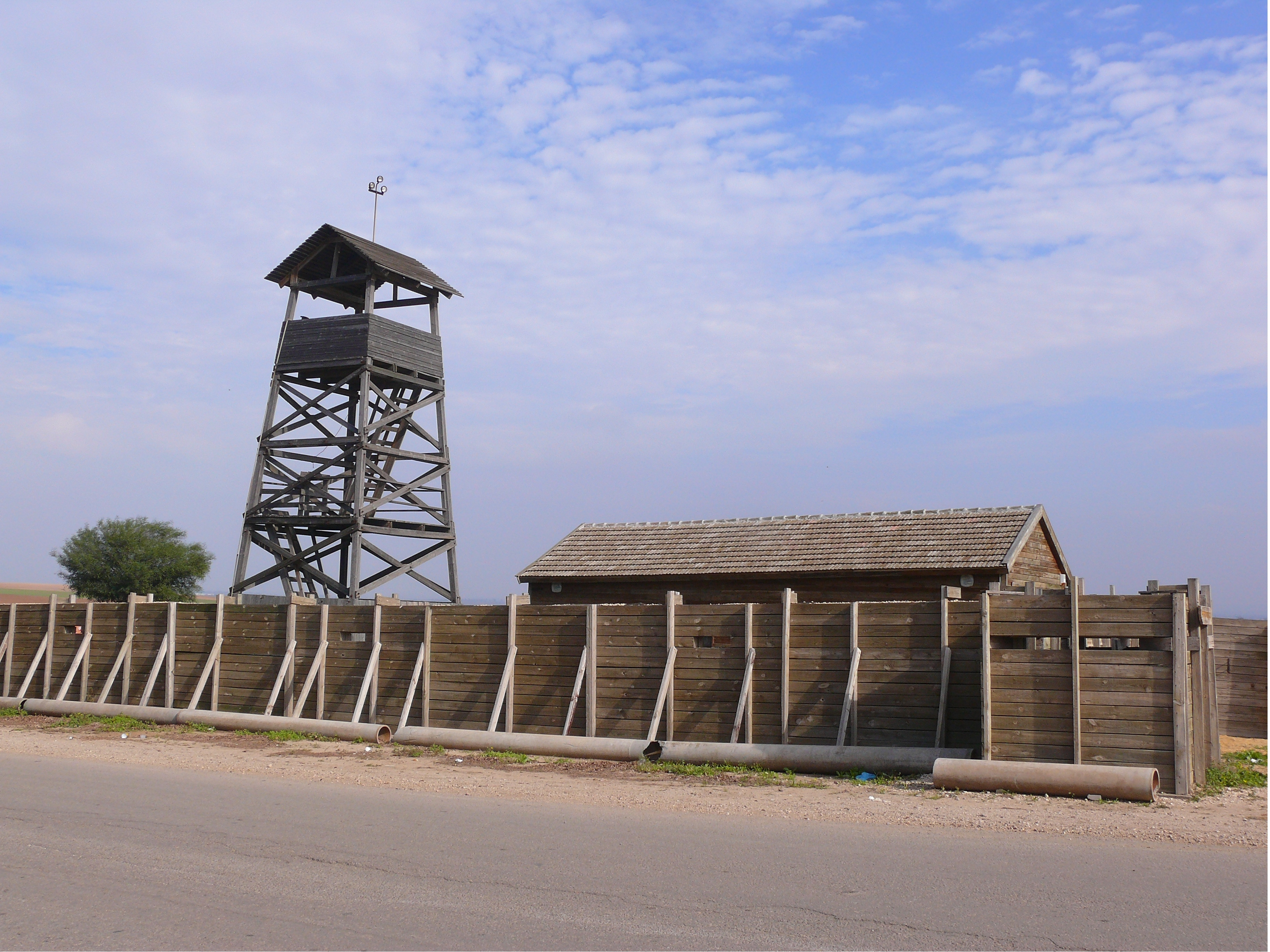
Негба

|    | Назва                         | Дата заснування   |
| 1  | Кфар-Хітім (כפר חיטים‬)        | 7 грудня 1936     |
| 2  | Нір-Давід (ניר דוד‬)           | 10 грудня 1936    |
| 3  | Сде-Нахум (שדה נחום‬)          | 5 січня 1937      |
| 4  | Масада (מסדה‬)                 | 21 березня 1937   |
| 5  | Гіносар (גינוסר‬)              | 25 лютого 1937    |
| 6  | Шаар-га-Голан (שער הגולן‬)     | 21 березня 1937   |
| 7  | Бейт-Йосеф (בית יוסף‬)         | 9 квітня 1937     |
| 8  | Мішмар-га-Шлоша (משמר השלושה‬) | 13 квітня 1937    |
| 9  | Тірат-Цві (טירת צבי‬)          | 30 червня 1937    |
| 10 | Моледет (מולדת‬)               | 4 липня 1937      |
| 11 | Ейн-га-Шофет (עין השופט)(‬)    | 5 липня 1937      |
| 12 | Ейн-Гев (עין גב‬)              | 6 липня 1937      |
| 13 | Маоз-Хаїм (מעוז חיים‬)         | 6 липня 1937      |
| 14 | Хефец-Хаїм (חפץ חיים‬)         | 15 серпня 1937    |
| 15 | Кфар-Менахем (חפץ חיים‬)       | 28 липня 1937     |
| 16 | Уша (אושה‬)                    | 5 серпня 1937     |
| 17 | Цур-Моше (צור משה‬)            | 13 вересня 1937   |
| 18 | Ханіта (חניתה‬)                | 21 березня 1938   |
| 19 | Шавей-Ціон (שבי ציון‬)         | 13 квітня 1938    |
| 20 | Сде-Варбург (שדה ורבורג‬)      | 17 травня 1938    |
| 21 | Рамат-Гадар (רמת הדר‬)         | 26 травня 1938    |
| 22 | Алонім (אלונים‬)               | 26 червня 1938    |
| 23 | Маале-га-Хаміша (מעלה החמישה‬) | 17 липня 1938     |
| 24 | Тель-Іцхак (תל יצחק‬)          | 25 липня 1938     |
| 25 | Бейт-Єгошуа (בית יהושע‬)       | 17 серпня 1938    |
| 26 | Ейн-га-Міфрац (עין המפרץ‬)     | 28 серпня 1938    |
| 27 | Мааян-Цві (מעין צבי‬)          | 30 серпня 1938    |
| 28 | Шарона (שרונה‬)                | 16 листопада 1938 |
| 29 | Геулім (גאולים‬)               | 17 листопада 1938 |
| 30 | Ейлон (אילון‬)                 | 24 листопада 1938 |
| 31 | Неве-Ейтан (נווה איתן‬)        | 25 листопада 1938 |
| 32 | Кфар-Рупін (כפר רופין‬)        | 25 листопада 1938 |
| 33 | Кфар-Масарік (כפר מסריק‬)      | 29 листопада 1938 |
| 34 | Месілот (מסילות‬)              | 22 грудня 1938    |
| 35 | Гешер (גשר‬)                   | 13 серпня 1939    |
| 36 | Далія (דליה‬)                  | 1 травня 1939     |
| 37 | Дафна (דפנה‬)                  | 3 травня 1939     |
| 38 | Дан (דן‬)                      | 4 травня 1939     |
| 39 | Сде-Еліягу (שדה אליהו‬)        | 7 травня 1939     |
| 40 | Маханаїм (מחניים‬)             | 23 травня 1939    |
| 41 | Шадмот-Двора (שדמות דבורה‬)    | 23 травня 1939    |
| 42 | Шорашім (שורשים‬)              | 23 травня 1939    |
| 43 | Га-Зор'їм (הזורעים‬)           | 23 травня 1939    |
| 44 | Тель-Цур (תל צור‬)             | 23 травня 1939    |
| 45 | Кфар-Гліксон (כפר גליקסון‬)    | 23 травня 1939    |
| 46 | Мафілім (מעפילים‬)             | 23 травня 1939    |
| 47 | Афек (אפק‬)                    | 28 травня 1939    |
| 48 | Хамадія (חמדיה‬)               | 23 червня 1939    |
| 49 | Кфар-Нетер (כפר נטר‬)          | 26 червня 1939    |
| 50 | Негба (נגבה‬)                  | 12 липня 1939     |
| 51 | Бейт-Орен בית אורן‬            | 1 серпня 1939     |
| 52 | Амір (עמיר‬)                   | 29 жовтня 1939    |
| 53 | Кфар-Варбург (כפר ורבורג‬)     | 31 жовтня 1939    |